# 隆尧唐祖陵
隆尧唐祖陵，位于中国河北省邢台市隆尧县汪尹村，为唐朝皇家陵寝之一，包括唐高祖高祖父李熙墓建初陵，曾祖父李天锡墓启运陵。隋恭帝义宁二年（618年），李渊取代隋朝，建立唐朝，追尊高祖父李熙为献祖宣皇帝，墓称建初陵；追尊曾祖父李天锡为懿祖光皇帝，墓称启运陵。1982年7月23日公布为河北省文物保护单位，2006年5月25日公布为第六批全国重点文物保护单位。
陳寅恪根据隆尧唐祖陵位于邢台隆尧县，且唐祖陵的光业寺碑中有“维王桑梓，本际城池”的记载，認為李唐出身赵郡李氏，原為漢人寒門。在崛起之後，分別宣稱自己是隴西李氏或拓跋氏的後代，以抬高身份。
朱希祖经考据认为李熙卒于武川，其子李天锡为避六镇兵乱，携父遗骨南迁于赵郡广阿。后来李虎将父祖合葬于此。赵郡并非李氏祖地，唐朝皇室确系为陇西李氏。